# Intercellulaire ruimte

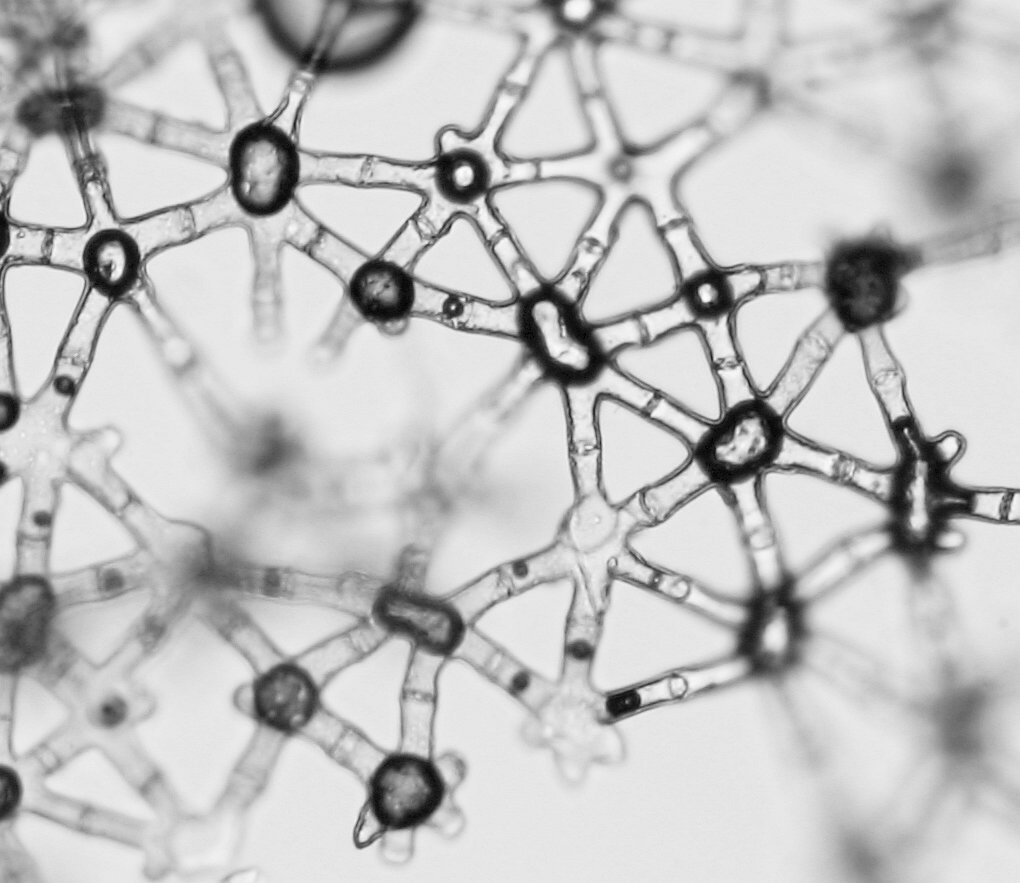
Sterparenchym met grote intercellulaire ruimten van een moerasplant

Een intercellulaire ruimte (ruimte tussen de cellen) sluit aan op de huidmondjes en ontstaat doordat de wanden van drie of meer aan elkaar liggende plantencellen meestal ongeveer langs de middenlamel vaneen splijten. Als er ook nog andere wandlaagjes worden opgelost noemt men het een schizogene ruimte. Een deel van het opgeloste materiaal wordt dikwijls langs de kanten en in de hoeken weer afgezet als pectinelijstjes of -staafjes. Bij de paardenstaarten verkiezelen ze later. In het bladmoes zitten tussen het palissadeparenchym en het sponsparenchym grote intercellulaire ruimten. De functies van intercellulairen is het transport van vloeistoffen of van gassen en bevordering van de stofwisseling. Dit systeem vindt men bij plantaardig weefsel. Intercellulaire ruimten vormen bij waterplanten luchtholten, waardoor de gasuitwisseling kan plaatsvinden.
Schimmels, zoals het kafjesbruin, dringen een plant onder andere binnen via de intercellulaire ruimten.
Bij klieren worden de intercellulairen gevuld met de door de klieren afgescheiden stoffen.
Bij dieren is de intercellulaire ruimte gevuld met de extracellulaire matrix of bestaat uit het interstitium. De intercellulaire ruimten zijn in het epitheel met ongeveer 25 µm breedte het kleinst. Het bindweefsel bestaat voor het grootste deel uit de intercellulaire matrix.